# Primarias del Partido Demócrata de 2008 en Montana
Las Primarias demócratas de Montana, 2008, fueron el 3 de junio de 2008, fue la victoria decisiva de Obama sobre Clinton

## Resultados
| Primaria Presidencial Demócrata de Montana, 2008 88% de los precintos reportados | Primaria Presidencial Demócrata de Montana, 2008 88% de los precintos reportados | Primaria Presidencial Demócrata de Montana, 2008 88% de los precintos reportados | Primaria Presidencial Demócrata de Montana, 2008 88% de los precintos reportados |
| Candidato                                                                        | Votos                                                                            | Porcentaje                                                                       | Delegados                                                                        |
| -------------------------------------------------------------------------------- | -------------------------------------------------------------------------------- | -------------------------------------------------------------------------------- | -------------------------------------------------------------------------------- |
| Barack Obama                                                                     | 91,968                                                                           | 56%                                                                              | 8                                                                                |
| Hillary Clinton                                                                  | 67,352                                                                           | 41%                                                                              | 4                                                                                |
| No Preference                                                                    | 3,870                                                                            | 3%                                                                               | 0                                                                                |
| Total                                                                            | 163,190                                                                          | 100.00%                                                                          | 16                                                                               |